# بطولة أمريكا الجنوبية لكرة الطائرة للرجال 1956
أقيمت بطولة أمريكا الجنوبية لكرة الطائرة للرجال 1956 في نسختها الثانية في مونتيفيديو في الأوروغواي.

## الترتيب النهائي
| المركز | المنتخب    |
| ------ | ---------- |
|        | البرازيل   |
|        | الأوروغواي |
|        | باراغواي   |
| 4      | بيرو       |
| 5      | تشيلي      |

1. 1 2 3 4 5 6  "Sud. Mayores - Masculino". كونفدرالية أمريكا الجنوبية لكرة الطائرة. اطلع عليه بتاريخ 2023-11-20.